# 杨彬 (1931年)
杨彬（1931年—），男，浙江吴兴人，中华人民共和国政治人物，曾任浙江省人大常委会秘书长、副主任。